# عروس چمن‌زار (سرده)
عروس چمن‌زار (نام علمی: Filipendula) نام یک سرده از زیرخانواده رزوئیده است.